# 조 매카시
조지프 빈센트 매카시(Joseph Vincent McCarthy, 1887년 4월 21일 ~ 1978년 1월 13일)는 메이저 리그 시카고 컵스, 뉴욕 양키스, 보스턴 레드삭스의 전 감독이다.

1926년부터 1930년까지 시카고 컵스에서 한 번의 내셔널 리그 챔피언에 올랐고, 이후 1931년부터 1946년까지 '브롱스 폭격기'군단이라고 불렸던 막강 뉴욕 양키스 팀을 이끌면서 8번의 아메리칸 리그 챔피언과 7번의 월드시리즈 우승을 이끌었다. 보스턴 레드삭스에서는 1948년~1950년의 감독을 맡았다. 내셔널 리그와 아메리칸 리그 둘 다 제패한 최초의 감독이기도 하며, 9번의 리그 챔피언 기록과 7번의 월드시리즈 우승은 매카시와 케이시 스텡걸 감독 외에는 없는 기록이다.
1957년 베테랑 위원회의 선정으로 명예의 전당에 입성했다.
매카시의 정규시즌에서의 승률 0.614과, 포스트 시즌의 0.698은 둘 다 메이저 리그 역사상 최고이며, 다승에서도 2,126승(양키스에서는 1,460승)으로 8위에 위치해 있다.

## 선수 시절
필라델피아에서 태어나 1907년에서 1921년까지 15년의 선수생활을 하는 동안 마이너리거로만 활동한 그는 주로 2루수 포지션을 맡아 톨레도, 버팔로 그리고 루이빌의 팀을 거쳤다. 아메리칸 리그 이후 3번째의 메이저 리그를 목적으로 창설된 페더럴 리그의 브루클린 팁탑스 팀 멤버로 합류하기도 했으나, 그가 가입한지 얼마 되지 않아 페더럴 리그는 문을 닫게 되었다.
크면서 필라델피아 어슬레틱스 팀의 감독 코니 맥의 열렬한 팬으로 자라났지만 마이너리그 선수로만 뛰었던 그가 메이저 리그의 감독으로 성공할 여지는 많지 않아 보였다.

## 감독 시절
1913년 윌크스배리 팀에서 선수겸 감독으로 짧은 감독 경력을 시작한 그는, 이후 1919년에 루이빌에서 감독직을 맡아 1926년에 시카고 컵스의 감독으로 부임하기 전까지, 1921년과 1925년에 팀을 아메리칸 어소시에이션 리그의 정상으로 올려놓는다. 컵스에 부임한 후 팀의 분위기를 일신시킨 그는 1929년 내셔널 리그 정상을 차지했으나 1930년 시즌 말미에 가서 해고되고 말았다. 그런 그를 뉴욕 양키스는 다음 시즌 감독으로 선택했다.
양키스 팀에서 그는 엄정하지만 공정한 감독상을 보이면서 팀을 야구 역사상 가장 압도적인 팀으로 만들어나갔다. 1932년 월드시리즈를 제패하면서부터 시작한 성공가도는 이후 1936년 ~ 1939년까지 월드시리즈 4연패를 달성했다.
1939년 시즌 도중 루 게릭이 근위축성 측색 경화증으로 은퇴를 하면서 전력의 손실을 입었지만 이후에도 1941년 ~ 1943년까지 아메리칸 리그를 3연패했으며, 그 중 두 번을 월드시리즈에서 우승했다.
1945년 공동 구단주로 부임하게 된 래리 맥페일과 마찰을 빚던 매카시는 1946년 5월 감독직을 사임하게 됐으며, 이후 1948년 ~ 1950년 동안 보스턴 레드삭스 팀의 감독직을 맡았다. 1948년에는 아메리칸 리그 정상에 다가갔으나 최종전까지 동률이었던 클리블랜드 인디언즈와의 단판 순위 결정전에서 패하면서 아쉽게 실패했다.

## 지도 스타일
그가 맡았던 팀이 대단한 성적을 냈음에도 불구하고, 일각에서는 그가 재능 좋은 선수들을 많이 가졌던 행운 덕분이지 그 자신은 대단한 전략가는 못된다면서 폄하하는 사람이 있기는 하다. 양키스가 1936년 ~ 1943년의 8년 동안 7번의 정규 시즌을 제패를 이뤄내던 시절, 시카고 화이트삭스의 감독이었던 지미 다이크스는 그를 가리켜 '누름 단추(푸쉬 버튼)'이라고 비꼬기도 했다. 그러나 매카시가 선수들을 가르치고 계발시키는 데에 탁월한 재능을 갖고 있었으며, 베이브 루스와 같이 괴팍한 선수들도 능숙하게 다루는 능력도 갖고 있었다.
감독직을 수행하면서 조용하고 온건한 접근법을 좋아했기 때문에 투수를 강판시키는 목적으로는 마운드에 올라가지 않았으며, 심판과도 야구 규칙에 관한 것이 아니라면 다투지도 않았다. 또한 양키스와 레드삭스 시절에는 등번호가 있는 유니폼을 입기를 거부했다.
양키스에서의 능수능란한 그의 리더쉽 덕분에 스포츠 기자들은 그에게 Master라는 말의 남부 영어 표현인 Marse라는 단어를 써서 Marse Joe라는 별명을 붙여줬다.
스포팅 뉴스가 선정을 시작한 1936년 초대 "올해의 메이저 리그 감독"에 선정되었고, 1938년과 1943년에 다시 선정되었다.

## 이후
전미 야구 기자 협회에서 프로야구팀 탄생 100주년을 기념으로 선정한 역사상 최고의 감독에서 존 맥그로와 케이시 스텡걸에 이어 3위를 차지했다. 비슷한 투표로 1997년에 지난 세기 최고의 감독을 선정하는 투표에서는 스텡걸에 이어 2위를 차지했다.
1976년 4월 29일 양키스의 모뉴먼트 파크에 "역사상 가장 많은 사랑을 받으며, 가장 많은 존경을 받는 지도자 중의 한 사람"이라는 글이 적힌 그의 명판이 봉헌됐다. 1985년에는 버팔로 야구 명예의 전당 초대 멤버가 되었다.
1978년 90세의 나이로 뉴욕주 버펄로에서 폐렴으로 사망했으며, 근처인 켄모어의 성당 묘지에 안장되었다.

## 통산 성적

### 감독
| 연도 | 나이 | 팀              | 리그 |              | 경기   | 승     | 패     | 승률   | 순위 | 비고                               |
| ---- | ---- | --------------- | ---- | ------------ | ------ | ------ | ------ | ------ | ---- | ---------------------------------- |
| 1926 | 39   | 시카고 컵스     | NL   |              | 155)   | 82)    | 72)    | 0.532) | 4    |                                    |
| 1927 | 40   | 시카고 컵스     | NL   |              | 153)   | 85)    | 68)    | 0.556) | 4    |                                    |
| 1928 | 41   | 시카고 컵스     | NL   |              | 154)   | 91)    | 63)    | 0.591) | 3    |                                    |
| 1929 | 42   | 시카고 컵스     | NL   |              | 156)   | 98)    | 54)    | 0.645) | 1    | 내셔널리그 우승                    |
| 1930 | 43   | 시카고 컵스     | NL   | 시즌 첫 감독 | 152)   | 86)    | 64)    | 0.573) | 2    |                                    |
| 1931 | 44   | 뉴욕 양키스     | AL   |              | 155)   | 94)    | 59)    | 0.614) | 2    |                                    |
| 1932 | 45   | 뉴욕 양키스     | AL   |              | 156)   | 107)   | 47)    | 0.695) | 1    | 월드시리즈 우승                    |
| 1933 | 46   | 뉴욕 양키스     | AL   |              | 152)   | 91)    | 59)    | 0.607) | 2    |                                    |
| 1934 | 47   | 뉴욕 양키스     | AL   |              | 154)   | 94)    | 60)    | 0.610) | 2    |                                    |
| 1935 | 48   | 뉴욕 양키스     | AL   |              | 149)   | 89)    | 60)    | 0.597) | 2    |                                    |
| 1936 | 49   | 뉴욕 양키스     | AL   |              | 155)   | 102)   | 51)    | 0.667) | 1    | 월드시리즈 우승                    |
| 1937 | 50   | 뉴욕 양키스     | AL   |              | 157)   | 102)   | 52)    | 0.662) | 1    | 월드시리즈 우승                    |
| 1938 | 51   | 뉴욕 양키스     | AL   |              | 157)   | 99)    | 53)    | 0.651) | 1    | 월드시리즈 우승                    |
| 1939 | 52   | 뉴욕 양키스     | AL   |              | 152)   | 106)   | 45)    | 0.702) | 1    | 월드시리즈 우승                    |
| 1940 | 53   | 뉴욕 양키스     | AL   |              | 155)   | 88)    | 66)    | 0.571) | 3    |                                    |
| 1941 | 54   | 뉴욕 양키스     | AL   |              | 156)   | 101)   | 53)    | 0.656) | 1    | 월드시리즈 우승                    |
| 1942 | 55   | 뉴욕 양키스     | AL   |              | 154)   | 103)   | 51)    | 0.669) | 1    | 아메리칸리그 우승                  |
| 1943 | 56   | 뉴욕 양키스     | AL   |              | 155)   | 98)    | 56)    | 0.636) | 1    | 월드시리즈 우승                    |
| 1944 | 57   | 뉴욕 양키스     | AL   |              | 154)   | 83)    | 71)    | 0.539) | 3    |                                    |
| 1945 | 58   | 뉴욕 양키스     | AL   |              | 152)   | 81)    | 71)    | 0.533) | 4    |                                    |
| 1946 | 59   | 뉴욕 양키스     | AL   | 시즌 첫 감독 | 35)    | 22)    | 13)    | 0.629) | 3    |                                    |
| 1948 | 61   | 보스턴 레드삭스 | AL   |              | 155)   | 96)    | 59)    | 0.619) | 2    |                                    |
| 1949 | 62   | 보스턴 레드삭스 | AL   |              | 155)   | 96)    | 58)    | 0.623) | 2    |                                    |
| 1950 | 63   | 보스턴 레드삭스 | AL   | 시즌 첫 감독 | 59)    | 31)    | 28)    | 0.525) | 3    |                                    |
|      |      | 시카고 컵스     |      | 5년          | 770)   | 442)   | 321)   | 0.579) | 3    | 리그 우승 1번                      |
|      |      | 뉴욕 양키스     |      | 16년         | 2,348) | 1,460) | 867)   | 0.627) | 2    | 리그 우승 8번, 월드시리즈 우승 7번 |
|      |      | 보스턴 레드삭스 |      | 3년          | 369)   | 223)   | 145)   | 0.606) | 2    |                                    |
|      |      | 전체            |      | 24년         | 3,487) | 2,125) | 1,333) | 0.615) | 2    | 리그 우승 9번, 월드시리즈 우승 7번 |